# Million d'unités de service
Pour les articles homonymes, voir MSU.
Un million d’unités de service (en anglais, million service units ou MSU) est une unité qui mesure de la quantité de traitement qu’un ordinateur peut effectuer en une heure. Ce terme est principalement associé aux ordinateurs centraux (mainframes) d’IBM. Toutefois, l’unité technique utilisée pour mesurer la puissance de calcul des ordinateurs IBM est l’unité de service par seconde (en anglais, SU/sec).

## Histoire
À l’origine, une « unité de service » (en anglais, service unit) mesurait la performance matérielle réelle (le nombre d'instructions exécutées par heure par un modèle spécifique). Toutefois, cette relation a disparu il y a des années à mesure que le matériel et le logiciel ont évolué. Aujourd’hui, les MSU sont comparables à d’autres unités de mesure communes mais peu précises, telles que les mesures des robes : on parle de robes 6 ans, 10 ans ou 14 ans, mais ces mesures ne sont pas des indications des tailles moyennes des femmes à ces âges.

## Application
La plupart des éditeurs de logiciels pour ordinateurs centraux ont un modèle tarifaire dans lequel les clients se voient facturer en fonction des MSU consommées (autrement dit, le nombre d’opérations réalisées par le logiciel) en plus des frais d’installation du matériel et du logiciel. D’autres éditeurs facturent selon la capacité de l'ordinateur en MSU. De cette manière, bien que les MSU soient un concept artificiel, leur implication financière est bien réelle. En vérité, la facturation logicielle est même leur raison d’être.
IBM publie une puissance en MSU pour chacun de ses modèles d'ordinateurs centraux, y compris les zSeries et les System z9 (en). Par exemple, un zSeries z890 Model 110 est un ordinateur à 4 MSU. Ces puissances en MSU sont toujours arrondies à des entiers. IBM applique une règle concernant les MSU, surnommée le « dividende technologique » : chaque nouveau modèle d'ordinateur central possède une puissance en MSU plus basse de 10 % pour le même niveau de puissance. Par exemple, lorsqu’IBM a lancé, en 2005, le System z9-109, si une configuration z9 particulière était capable de traiter le même nombre de transactions par seconde qu'un prédécesseur (par exemple, une configuration z990), elle aurait une puissance en MSU de 10 % inférieure à la puissance de son prédécesseur. Cette puissance en MSU moins élevé se traduit par des coûts de logiciels plus avantageux, ce qui incite les clients à monter en gamme.
Toutefois, comme la relation entre le coût du logiciel et la puissance en MSU n’est pas linéaire, l’augmentation ou la diminution de la puissance en MSU n’entraîne pas une modification proportionnelle du prix. En effet, les grilles tarifaires des logiciels contiennent habituellement une économie d'échelle : le coût du logiciel par MSU diminue à mesure que le nombre de MSU augmente. Par exemple, une augmentation de 10 % de la puissance en MSU entrainera une augmentation du prix du logiciel de moins de 10 % – l’augmentation exacte dépend d’un grand nombre d’autres facteurs.

## Exemple d’utilisation
- « Notre service comptabilité aura besoin de 6,5 MSU sur un System z9-109,  toutes les nuits entre 22h et 1h, pour assurer l’arrivée en temps utile de nos états financiers trimestriels ».
- « Vous aurez besoin de 8 MSU DB2 supplémentaires pour que votre z900 tienne la charge des achats de Noël cette année. Comme votre configuration z900 actuelle n’a pas la capacité d’ajouter 8 MSU DB2, il vous faudra changer de machine. Il serait peut-être moins onéreux de passer à un z9 en raison du double dividende technologique ».